# Geraberg
Geraberg im Ilm-Kreis, Freistaat Thüringen, ist ein Ortsteil der Landgemeinde Geratal und liegt am Nordrand des Thüringer Waldes, ca. 40 km südlich der Landeshauptstadt Erfurt, in 400 bis 500 m ü. NN. Die vormalige Gemeinde entstand 1923 durch Vereinigung der bis dahin selbständigen Orte Gera und Arlesberg. Im lokalen Dialekt wird der Ort Giere genannt, einer älteren Lautungsform des ursprünglichen Ortsnamens Gera folgend.

## Geografie

### Geografische Lage
Geraberg liegt im Tal der Zahmen Gera an der Einmündung des Körnbachs in etwa 450 Metern Höhe. Südwestlich des Ortes beginnt der Thüringer Wald. Nördlich des Ortes liegt der 496 Meter hohe Geschwendaer Berg, südlich grenzt Geraberg direkt an Elgersburg.

### Nachbarorte
Im Uhrzeigersinn, beginnend im Norden: Angelroda, Martinroda, Elgersburg, Gehlberg, Gräfenroda, Geschwenda

### Geologie
Geologisch liegt Geraberg im Grenzbereich zwischen den Eruptivgesteinen des Thüringer Waldes sowie kalkigen Zechsteinablagerungen am Rande des Waldgebirges und dem aus Buntsandstein und Muschelkalk aufgebauten Vorland. Auf den leichten Böden wachsen vorwiegend Fichten und Kiefern, auf den schwereren Misch- und Laubwälder. Daraus ergibt sich eine abwechslungsreiche Vegetation. Die Berge des Thüringer Waldes steigen in unmittelbarer Nähe des Ortes bis über 900 Meter empor.

### Klima
Geraberg hat zu fast allen Jahreszeiten ein ausgeglichenes Klima. Nur im Herbst ist es manchmal sehr regnerisch bis hin zu regelrechten Stürmen; ansonsten ist es in Geraberg meist sehr sonnig. Reine Luft, intensive Höhensonne und keimfreies Wasser fördern die Erholung für Besucher und Gäste. Die günstigen klimatischen Bedingungen und die würzige Luft erweisen sich besonders für Herz-, Asthma- und Halsleidende als geeignet und heilsam.

## Geschichte

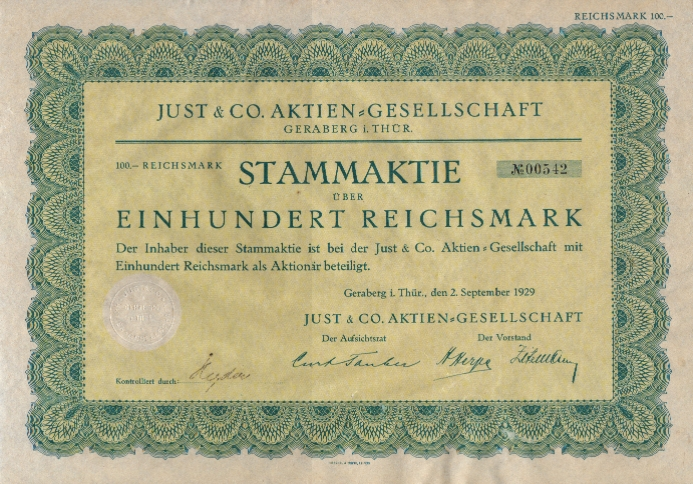
Aktie der Just & Co. AG in Geraberg aus dem Jahre 1929

Der Ort wurde erstmals 1246 urkundlich in einer Schenkungsurkunde erwähnt, in der von einem „Weinberg in Gera“ die Rede ist. Aus dem Jahr 1351 datiert eine Erwähnung als hennebergischer Besitz. Die Einwohner beschäftigten sich mit Bergbau, Waldarbeit und Landwirtschaft. Die Tradition des Bergbaus (Eisenerz) geht bis in das Jahr 1351 zurück, als in einer Urkunde erstmals von einem „Eisengrubenzins“ die Rede ist. 1378 wird ein erstes Hammerwerk erwähnt. Im Jahr 1437 erhielten die Herren von Witzleben Lehens- und Patronatsrechte, die sie bis zum 19. Jahrhundert behielten. Die Reformation wurde in Geraberg im Jahr 1530 eingeführt. Der Ortsteil Arlesberg wird 1569 erstmals urkundlich erwähnt, als dort, etwa zwei Kilometer westlich des Ortes Gera, ein Forsthaus errichtet wurde. Mit dem Aussterben der Grafen von Henneberg gelangten Gera und Arlesberg 1583 in gemeinsame Verwaltung der ernestinischen und albertinischen Wettiner. 1660 kamen sie zum Herzogtum Sachsen-Gotha, zu dem die Orte bis zur Gründung des Landes Thüringen im Jahr 1920 gehörten.
An den Bergbau um Geraberg erinnert das Technische Denkmal Braunsteinmühle im Ortsteil Arlesberg: 1665 begann der Manganerzbergbau, der bis zur Mitte des 20. Jahrhunderts durchgeführt wurde. Die erste Erwähnung der Braunsteinmühle betrifft das Jahr 1855. Hier hat ein Herr Diemar, der seine Braunsteingruben am Mittelberg betrieb, diese Mühle als Erzaufbereitung betrieben. Wie in vielen Orten, wo das Wasser als Energiequelle genutzt wurde, entstand in Geraberg neben Sägemühlen, Hammer- und Pochwerken im Jahre 1631 auch eine Papiermühle. Auf dem Gelände des alten Hammerwerks wurde 1710 eine zweite Papiermühle errichtet. Die heutige Dorfkirche wurde 1750 im barocken Stil erbaut. 1879 wurde die Bahnlinie Neudietendorf–Ilmenau gebaut, die Gewerbe und Industrie förderte. Einen Bahnhof erhielt Geraberg jedoch erst 1910.
Die Porzellanindustrie ließ sich im Ort am Ende des 19. Jahrhunderts nieder. 1873 begann man Fieberthermometer herzustellen. Viele Menschen betätigten sich in diesem neuen Industriezweig. Bekanntester Betrieb war das Thermometerwerk Geraberg mit nahezu 2000 Beschäftigten im Jahr 1990. Die Tradition der Thermometerindustrie wird durch das erste deutsche Thermometermuseum im Ort gepflegt.
Ein weiterer großer Arbeitgeber war die Firma Just & Co. Sie wurde 1874 als oHG gegründet und stellte Koffer, Taschen und Lederwaren her. 1909 erfolgte die Umwandlung in eine GmbH, 1923 schließlich in eine Aktiengesellschaft. Großaktionäre waren bis 1945 Johanna Lorenz geb. Just aus Geraberg (ca. 35 %) und Elsbeth Metzler geb. Just aus Ilmenau (ca. 25 %). Das Fabrikgelände befand sich in der Nähe des Geraberger Bahnhofes, Reste sind noch heute dort zu sehen.
Im Jahr 1923 wurden Gera und Arlesberg zur neuen Gemeinde Geraberg vereinigt. Der Name wurde gewählt, um eine bessere Unterscheidung von der ostthüringischen Großstadt Gera zu ermöglichen. Bei den ersten Bürgermeisterwahlen nach der Ortsvereinigung erlangte die KPD 8 von 11 Sitzen im Ortsrat und stellte den Bürgermeister. Dies verdeutlicht den landesweiten „Linksruck“, den Thüringen nach der Inflationskrise von 1922/23 erlebte. Geraberg gehörte seit 1922 zum Landkreis Arnstadt.
Im Mai 1923 fand in Geraberg die sogenannte Marxistische Arbeitswoche statt, an der marxistische Persönlichkeiten wie Karl Korsch und Georg Lukács teilnahmen.
Durch die Kriegslage bedingt, sollte in Geraberg im Januar 1945 auf Anweisung von Heinrich Himmler unter Kurt Blome das „Institut für Grenzgebiete der Medizin“ – eine Tarneinrichtung zur Pestforschung – aufgebaut werden. Blome musste zusammen mit seinem Team aus Nesselstedt bei Posen, wo sich diese Einrichtung zuvor befand, vor der Roten Armee flüchten. Neben seiner Familie nahm Blome wichtige Dokumente, einige wissenschaftliche Apparaturen, sowie Spezialbehälter, in denen sich seine Pestkulturen befanden, mit. Als Thüringen im April 1945 von amerikanischen Truppen besetzt wurde, fiel diesen in Geraberg ein Gelände mit unvollendeten Forschungsgebäuden in die Hände.
Zu DDR-Zeiten bestand in Geraberg ein Kinderferienlager.
Als der Landkreis Arnstadt 1952 aufgelöst wurde, kam der Ort zum Kreis Ilmenau, dem er bis 1994 angehörte. Seitdem gehört Geraberg zum 1994 geschaffenen Ilm-Kreis.
1992 wurde die Verwaltungsgemeinschaft Geratal gegründet, die ihren Sitz in Geraberg hatte. Am 1. Januar 2019 fusionierte Geraberg mit weiteren Gemeinden zur Landgemeinde Geratal.
Die große Mehrzweckhalle in der Ortsmitte („Geratalhalle“) wurde 1995 eingeweiht.

### Einwohnerentwicklung
| - 1515: ~ 300 - 1650: ~ 350 - 1816: 795 - 1843: 821 - 1850: 1.220 - 1871: 1.536 - 1910: 2.482 - 1932: 2.950 - 1938: 3.069 - 1939: 3.064 - 1970: 3.301 - 1977: 3.130 - 1987: 2.800 | - 1989: 2.661 - 1994: 2.505 - 1995: 2.531 - 1996: 2.586 - 1997: 2.634 - 1998: 2.662 - 1999: 2.671 - 2000: 2.638 - 2001: 2.635 - 2002: 2.610 - 2003: 2.601 - 2004: 2.586 - 2005: 2.580 | - 2006: 2.558 - 2007: 2.523 - 2008: 2.481 - 2009: 2.458 - 2010: 2.418 - 2011: 2.415 - 2012: 2.416 - 2013: 2.386 - 2014: 2.394 - 2015: 2.383 - 2016: 2.356 - 2017: 2.312 |

  Datenquelle ab 1994: Thüringer Landesamt für Statistik

## Politik

### (Ortsteil-)Bürgermeister und Ortsteilrat
Ortsteilbürgermeister ist seit den Kommunalwahlen in Thüringen am 26. Mai 2024 Detlef Bräuning (Unabhängige Wählergemeinschaft Geraberg/Geratal). Er bildet zusammen mit zehn weiteren Mitgliedern den Ortsteilrat.
Von 1994 bis 2004 war Heinz Hertwig (FDP, später CDU) ehrenamtlicher Bürgermeister von Geraberg, ehe von 2004 bis 2019 Günther Irrgang (FWG Ilm-Kreis / Geraberg) folgte, zuletzt als Ortsteilbürgermeister. Von 2019 bis 2024 schloss sich Holger Frankenberg (FWG Ilm-Kreis / Geraberg) an.

### Wappen
Das Wappen wurde am 5. Dezember 1994 durch das Thüringer Landesverwaltungsamt genehmigt.
Blasonierung: „In Gold ein grüner, mit einem goldenen, auf drei Stufen erhöhten Passionskreuz belegter Berg, auf dem rechts und links je eine grüne Fichte steht; darüber im Schildhaupt ein gestürzter blauer Wellensparren.“
Die Gemeinde Geraberg entstand und erhielt ihren Ortsnamen durch die Verbindung der ehemaligen Siedlungen Gera und Arlesberg. Als redende Elemente befinden sich ein stilisierter Berg und ein gewinkelter Wellenbalken im Wappen. Der Wellenbalken steht für den ehemaligen Ortsteil Gera sowie für die Lage der Gemeinde am gleichnamigen Wasserlauf. Die charakteristische Winkelung des Wellenbalkens veranschaulicht die etymologische Abstammung der Bezeichnung Gera von ahd. gero = der Winkel. Die beiden Fichten symbolisieren die beiden Ortsteile und verweisen auf die Lage des Ortes im waldreichen Gebiet am Nordhang des Thüringer Waldes. Das goldene Hochkreuz auf einem dreifach geteilten goldenen Sockel entstammt einem alten Siegel der Kirchengemeinde Geraberg und symbolisiert die Geraberger Kirche.
Das Wappen wurde vom Heraldiker Frank Diemar gestaltet.

### Ortspartnerschaften
Geraberg unterhält partnerschaftliche Beziehungen zu den Gemeinden
- Lahnau (Hessen)
- Morbach (Rheinland-Pfalz)
- Pont-sur-Yonne (Frankreich).

## Wirtschaft und Infrastruktur

### Wirtschaft
Wirtschaftsbestimmend in Geraberg war bis 1990 die Thermometerherstellung. Im VEB Thermometerwerk Geraberg fanden zu DDR-Zeiten etwa 2.000 Menschen Arbeit. Nach der Wende 1990 ging aus dem Thermometerwerk die heutige Firma Geratherm hervor, die ihren Sitz im Gewerbegebiet an der Autobahnabfahrt zwischen Geraberg und Geschwenda hat. Eine erste Themometerfabrik wurde in Geraberg 1886 als Zweigwerk der Thüringischen Glasinstrumentenfabrik Alt, Eberhardt & Jäger aus Ilmenau gegründet. Im Jahr 2012 erfolgte der erste Spatenstich im Industriegebiet „An der A 71“, dort siedelten sich seitdem die Firmen Saveway Isolierstoffe sowie KGM Furnierprofile an. 

### Verkehr

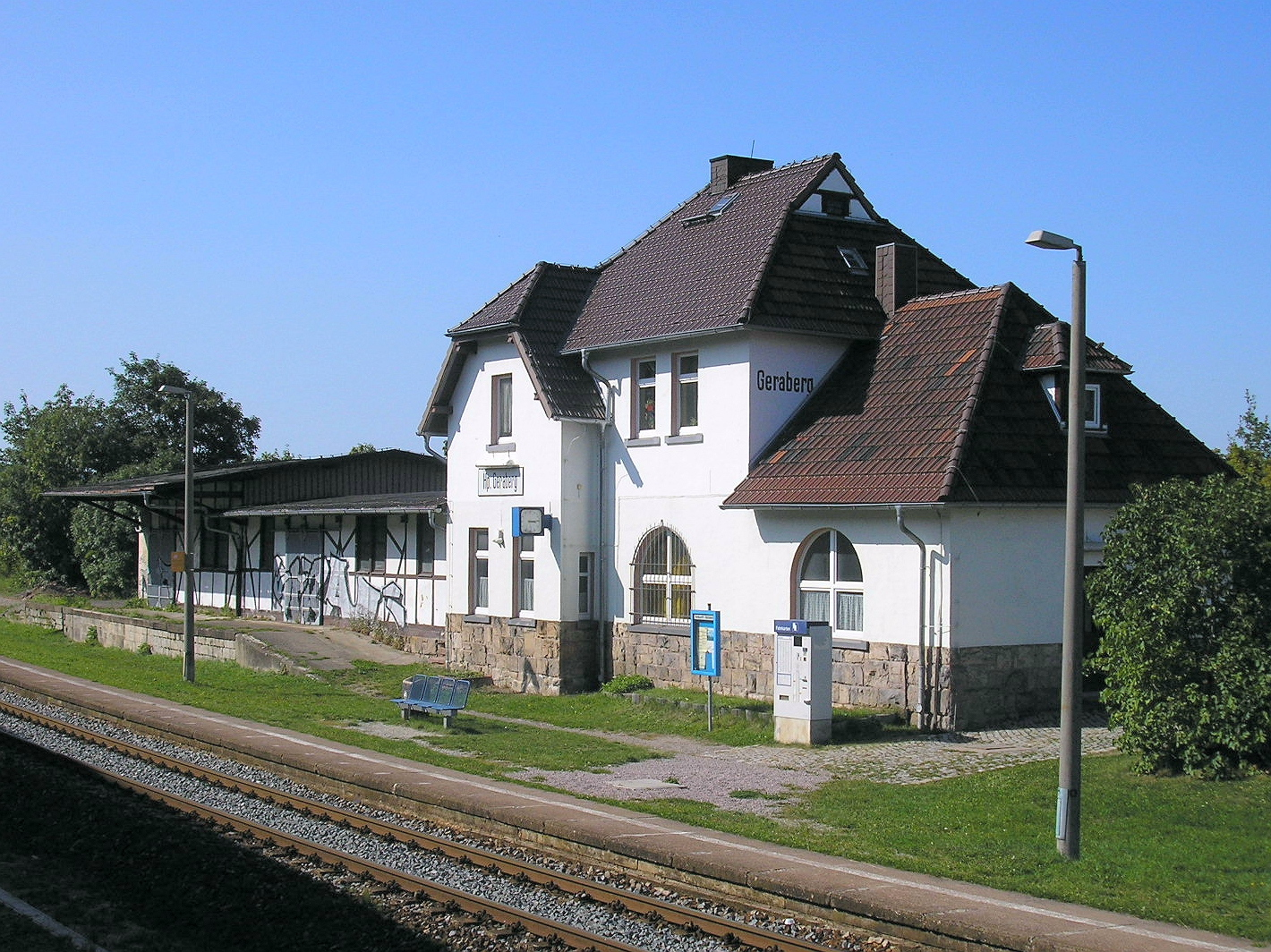
Bahnhofsgebäude

Mit der unmittelbaren Anbindung Gerabergs an die A 71 hat sich eine wesentliche Verbesserung der Verkehrsinfrastruktur ergeben. Geraberg liegt an der ehemaligen B 88 und an der Eisenbahnstrecke Erfurt–Ilmenau.

### Ansässige Unternehmen
Ein Baumarkt, ein Einkaufsmarkt, eine Bäckerei, Sparkasse, Post, Friseure und viele kleine Geschäfte sowie zahlreiche Handwerker und mittelständische Unternehmen repräsentieren Handel und Gewerbe in Geraberg.

### Bildung
An der Staatlichen Regelschule Geratal in Geraberg werden Schülerinnen und Schüler der 5. bis 10. Klasse aus den Orten Geraberg, Geschwenda, Elgersburg, Martinroda und Heyda unterrichtet. Im Jahr 2020 fand der Spatenstich zum Erweiterungsbau an der „Neuen Schule“ statt, dieser wurde 2022 offiziell übergeben. Gleichzeitig wurde das Gebäude der „Alten Schule“ nach über 100 Jahren Nutzung aufgegeben.

### Öffentliche Einrichtungen
Obwohl Geraberg seit 2019 nicht mehr der Verwaltungsgemeinschaft Geratal/Plaue angehört, befindet sich ihr Verwaltungssitz weiterhin in Geraberg.

## Kultur und Sehenswürdigkeiten

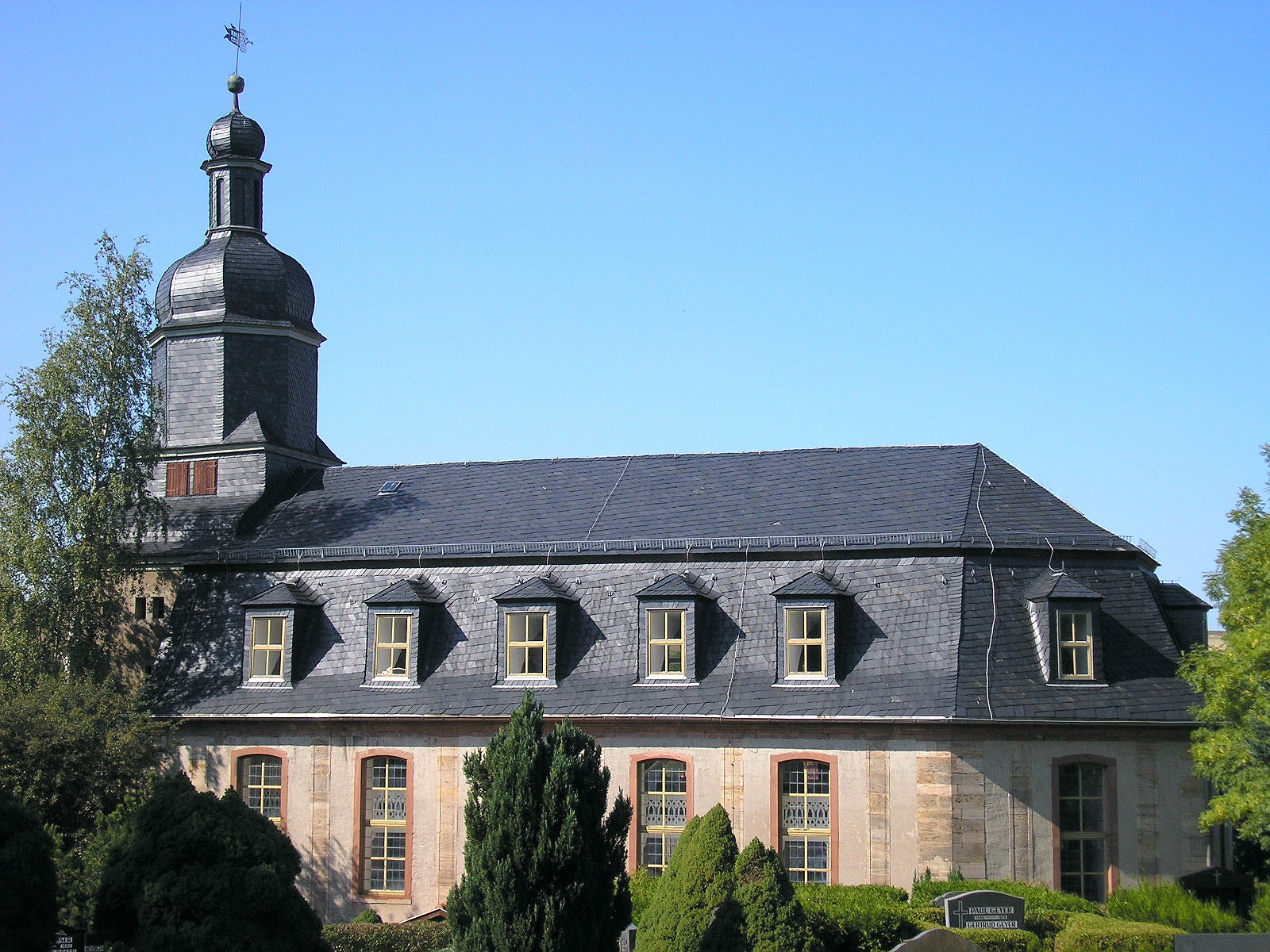
Kirche

Dank seiner Lage ist Geraberg besonders touristisch interessant für Wanderungen und Ausflüge ins Rennsteiggebiet.
- Auf den gut markierten Wanderwegen sind die folgenden Ausflugsziele in der unmittelbaren Umgebung von Geraberg aus zu Fuß erreichen:
  - Schloss Elgersburg
  - die Hohe Warte
  - die Waldgaststätte Mönchhof
  - die Kammerlöcher
  - die Schmücke
  - der Veronikaberg und die Reinsberge.
- Am Parkplatz am Bahnhof beginnt der Thüringer Klimaweg. Dieser 6,08 km lange Rundwanderlehrpfad ist mit 21 Anschauungstafeln zu Wetter- und Klimathemen ausgestattet. Des Weiteren können zwei Großthermometer besichtigt werden, die verschiedene physikalische Prinzipien zur Temperaturmessung nutzen.
- Durch den Jüchnitzgrund im Ortsteil Arlesberg führt der gut beschilderte Braunsteinweg, der an verschiedenen Stellen mittels Informationstafeln über die Geschichte des Manganbergbaus im Tal unterrichtet. Er beginnt am Kreisverkehr Gehlberger Straße/Geraer Straße/Elgersburger Straße, wo auf einem kleinen Plateau ein alter Sandsteinbrecher steht. Er war von 1935 bis 1960 in Betrieb zur Herstellung von Putz und Mauersand. Der ursprüngliche Standort war in der Nähe der Bergbrauerei.

### Vereine
In Geraberg gibt es über 20 eingetragene Vereine. Die größten Vereine sind der Sportverein SV 08 mit etwa 250 Mitgliedern, der Musikverein Geraberg, der Gesangverein „Liederkranz Geraberg“, der Sportfischerverein sowie der Geraberger Carnevalverein (GCV).

### Denkmäler und Museen

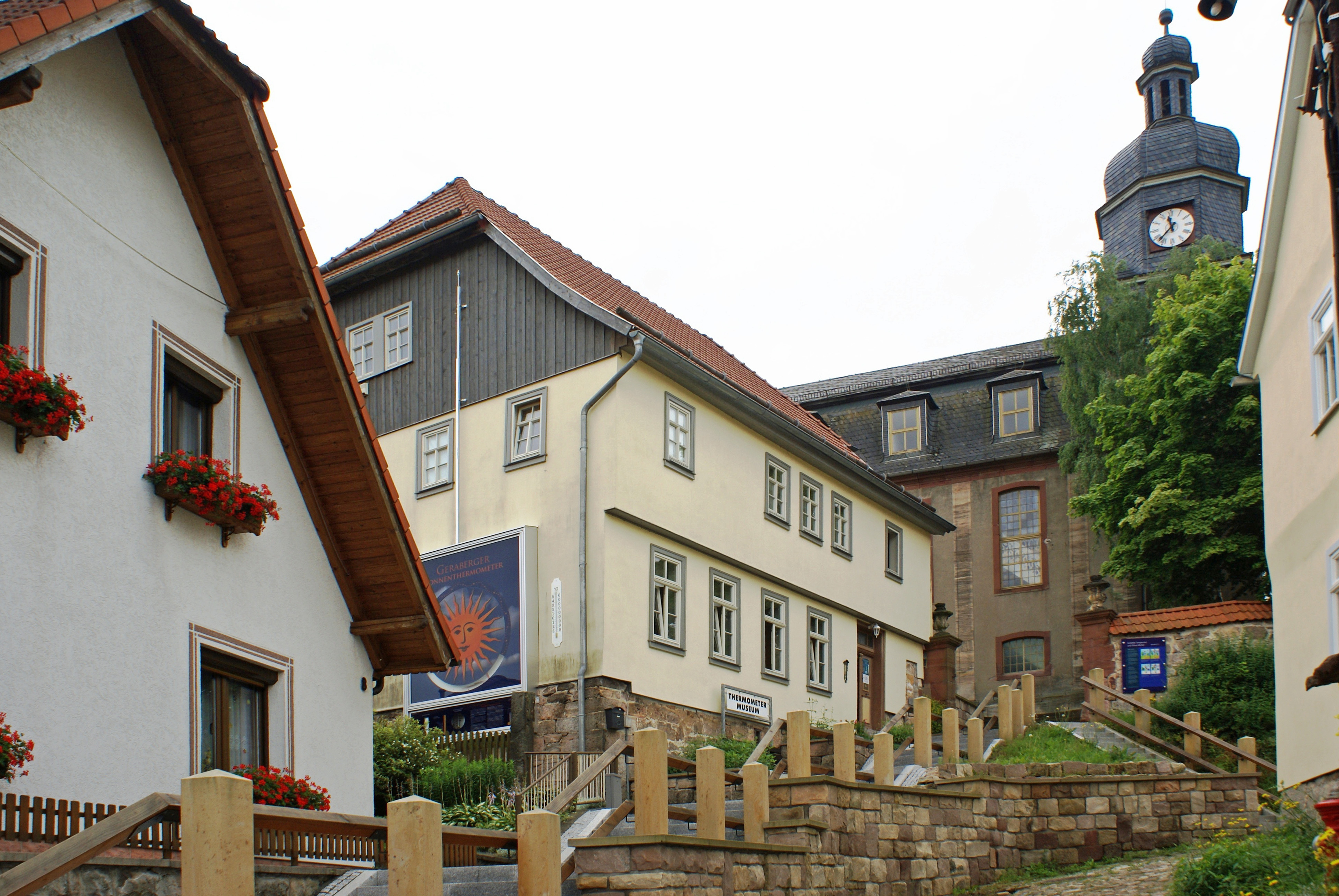
Deutsches Thermometermuseum

In Geraberg sind besonders sehenswert die Kirche St. Bartholomäus, die Braunsteinmühle und das Thermometermuseum. Zu dem jährlich stattfindenden Tag des offenen Denkmals werden spezielle Führungen und Veranstaltungen durchgeführt.

### Sport

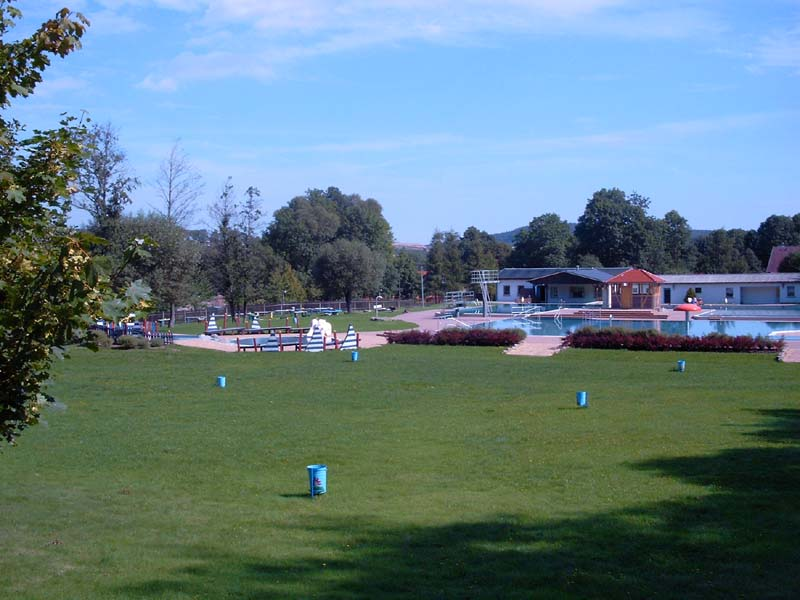
Geraberger Schwimmbad

Der Sportverein SV08 Geraberg e. V. mit seinen sechs Abteilungen (Fußball, Kegeln, Volleyball, Handball, Tischtennis, Spielleute) und über 250 Mitgliedern ermöglicht Jung und Alt eine rege sportliche Betätigung. Die im Sportpark Geratal vorhandenen Anlagen – Rasen- und Kunstrasenplatz, Kegelbahn, Tennisanlage und ein Beachvolleyballfeld im modernen, mittels Sonnenenergie beheizten Schwimmbad (Umbau 2001) – sowie die Geratalhalle, bieten dazu im Sommer wie im Winter sehr gute Voraussetzungen. Zusätzlich ergeben sich bei vorhandener Schneelage von Geraberg aus gute Skiwandermöglichkeiten in den Thüringer Wald.
Die Fußballer spielen seit 12. April 2010 mit dem Nachbarort Geschwenda in der Spielvereinigung (SpVgg) Geratal. In der Saison 2012/13 gelang der Aufstieg in die Thüringenliga.

### Regelmäßige Veranstaltungen
Am Sonntag, eine Woche nach Pfingsten, wird alljährlich das Heringsfest begangen. Die Geschichte dieses Volksfestes führt bis in das frühe 19. Jahrhundert zurück. Nach einer Unterbrechung von über 30 Jahren wird seit 2003 dieses Fest wieder regelmäßig mit Musik, Tanz und Spiel begangen.

## Persönlichkeiten
- Johann Matthias Gesner (1691–1761), Gründer der Universität in Göttingen, heiratete 1718 in Geraberg die Pfarrerstochter Elisabeth Eberhard
- Mario Röser (* 1966), Profi-Fußballspieler beim FC Carl Zeiss Jena, wohnhaft in Geraberg und Trainer der 1. Mannschaft und der B-Junioren der SpVgg Geratal
- Bettina Lamprecht (* 1977), Schauspielerin